# Margaret Kelly
Margaret Mary „Maggie“ Kelly, nach Heirat Margaret Hohmann (* 22. September 1956 in Liverpool), ist eine ehemalige britische Schwimmerin. Sie gewann eine Silbermedaille bei Olympischen Spielen und eine Bronzemedaille bei Weltmeisterschaften. Bei Commonwealth Games erhielt sie eine Silbermedaille und zwei Bronzemedaillen.

## Karriere
Die 1,70 Meter große Margaret Kelly vom Wigan SC war Spezialistin im Brustschwimmen.
Bei den Weltmeisterschaften 1975 in Cali schied Kelly über 100 Meter Brust und über 200 Meter Lagen im Vorlauf aus. Über 200 Meter Brust erreichte sie das Finale und belegte den siebten Platz mit viereinhalb Sekunden Rückstand auf die Gewinnerin der Bronzemedaille. Im Jahr darauf gelang es Kelly bei den Olympischen Spielen 1976 in Montreal sich dreimal für ein Finale zu qualifizieren. Zunächst schlug die 4-mal-100-Meter-Lagenstaffel mit Joy Beasley, Margaret Kelly, Sue Jenner und Debbie Hill als Sechste des Endlaufs an, wobei die Britinnen acht Sekunden Rückstand auf die drittplatzierten Kanadierinnen hatten. Über 200 Meter Brust wurde Kelly in einem rein europäisch besetzten Endlauf mit zwei Sekunden Rückstand auf den Bronzeplatz Siebte. Auch über 100 Meter Brust erreichten nur Europäerinnen das Finale. Mit 0,9 Sekunden Rückstand auf die Drittplatzierte wurde Kelly auch hier Siebte.
1977 bei den Europameisterschaften in Jönköping belegte Kelly über 100 Meter Brust den fünften Platz mit 0,38 Sekunden Rückstand auf Ramona Reinke aus der DDR auf dem dritten Platz. Im August 1978 bei den Commonwealth Games in Edmonton gewann über 100 Meter Brust die Kanadierin Robin Corsiglia vor Kelly, die 0,13 Sekunden nach der Siegerin anschlug. Über 200 Meter Brust erkämpfte mit Lisa Borsholt ebenfalls eine Kanadierin die Goldmedaille. Dahinter erhielten mit Debbie Rudd und Margaret Kelly zwei Engländerinnen Silber und Bronze. In der Lagenstaffel siegten die Kanadierinnen vor den Australierinnen, dahinter wurden Helen Gilyard, Margaret Kelly, Sharron Davies und Sue Jenner Dritte. Drei Wochen nach den Commonwealth Games fanden die Weltmeisterschaften in West-Berlin statt. Während die Lagenstaffel das Finale nicht erreichte, qualifizierte sich Kelly auf beiden Bruststrecken für den Endlauf. Über 100 Meter Brust siegte Julija Bogdanowa aus der Sowjetunion vor Tracy Caulkins aus den Vereinigten Staaten. 1,22 Sekunden hinter Caulkins gewann Kelly die Bronzemedaille mit 0,39 Sekunden Vorsprung auf Kathy Treible, die zweite Schwimmerin aus den Vereinigten Staaten. Über 200 Meter Brust wurde Kelly Fünfte.
Zwei Jahre später bei den Olympischen Spielen 1980 in Moskau fand zunächst der Wettbewerb in der 4-mal-100-Meter-Lagenstaffel statt. In der Besetzung Helen Jameson, Margaret Kelly, Ann Osgerby und June Croft gewannen die Britinnen die Silbermedaille hinter der Staffel aus der DDR und vor der Staffel aus der Sowjetunion. Über 200 Meter Rücken belegte Kelly im Vorlauf den 12. Platz. Über 100 Meter Brust gewann Ute Geweniger aus der DDR vor Elwira Wassilkowa aus der Sowjetunion, dahinter erkämpfte die Dänin Susanne Nielsson die Bronzemedaille mit 0,32 Sekunden Vorsprung vor Margaret Kelly auf dem vierten Platz.
Nach ihrer Heirat konnte sich Margaret Hohmann für die Olympischen Spiele 1988 in Seoul qualifizieren. Über 100 Meter Brust schied sie in Seoul als 20. der Vorläufe aus.